# Republika Cisreńska
Republika Cisreńska (niem. Cisrhenanische Republik, fr. République cisrhénane) – satelicka republika Francji, utworzona 28 sierpnia 1797 po zachodniej stronie Renu, istniejąca do 28 sierpnia 1802.
Na mocy postanowień pokoju w Bazylei z 5 kwietnia 1795, Prusy zostały zobowiązane do scedowania na rzecz Francji wszystkich swych ziem na zachód od rzeki Ren. Owe terytoria – wraz z księstwem biskupim Trewiru, arcybiskupstwem Moguncji i elektoratem Kolonii, elektoratem Palatynatu, księstwami: Jülich i Kleve oraz wolnym miastem Akwizgran – weszły w skład efemerycznej Republiki Cisreńskiej, która została formalnie proklamowana 5 września 1797. Stolicę wyznaczono w Kolonii, a na jej czele stanął, z tytułem „protektora”, francuski generał Louis Lazare Hoche. 18 października 1797, na mocy pokoju w Campo Formio, w republice wprowadzono administrację francuską, a w listopadzie 1797 François Joseph Rudler podzielił kraj na 4 departamenty: Roer, Sarre, Rhin-et-Moselle i Mont-Tonnerre.